# Joseph Gehringer
Joseph Gehringer (* 10. April 1803 in Unterkochen; † 8. September 1856 in Jerusalem) war ein deutscher katholischer Theologe.

## Leben
Von 1822 bis 1826 studierte er an der Universität Tübingen katholische Theologie. Nach der Priesterweihe 1827 wurde er Repetent am Wilhelmsstift. 1831 wurde er Pfarrer in Mögglingen. 1839 wurde er als Abgeordneter in den württembergischen Landtag gewählt, wobei er das Mandat mit der Übernahme des Lehrstuhls für Moraltheologie und neutestamentliche Exegese in Tübingen 1841 niederlegte. Er war den josephinischen Reformen des katholischen Religionsunterrichts gegenüber positiv eingestellt. Mit seiner Synoptischen Zusammenstellung von 1842 gehört er zu den katholischen Wegbereitern der Zweiquellentheorie. Sein 1848 erschienener Leitfaden zu akademischen Vorträgen sowie die Theorie der Seelsorge wurden per Dekret der Römischen Indexkongregation vom 12. Januar 1850 kirchlich verboten. Der römische Gutachter war jeweils Augustin Theiner. Gehringer hatte schon 1849 angesichts der Opposition seiner ultramontanen Fakultätskollegen Carl Joseph Hefele und Johannes Evangelist Kuhn seinen Lehrstuhl aufgegeben. Er wurde Pfarrer in Kochertürn und verstarb 1856 auf einer wissenschaftlichen Reise nach Palästina im Hospiz der Franziskaner in Jerusalem. Dort liegt er auch begraben.

## Schriften (Auswahl)
- Synoptische Zusammenstellung des griechischen Textes der vier Evangelien nach den Grundsätzen der authentischen Harmonie. Tübingen 1842.
- Liturgik. Ein Leitfaden zu akademischen Vorträgen über die christliche Liturgie nach den Grundsätzen der katholischen Kirche. Tübingen 1848.
- Theorie der Seelsorge. Ein Leitfaden zu akademischen Vorträgen über die christliche Seelsorge nach den Grundsätzen der katholischen Kirche. Tübingen 1848.